# Валентин Зульцбахер
Валентин Зульцбахер (нім. Valentin Sulzbacher, нар. 11 березня 2005, Австрія) — австрійський футболіст, півзахисник клубу «Зальцбург».

## Ігрова кар'єра

### Клубна
У віці десяти років Валентин Зульцбахер почав займатися футболом в академії «Зальцбурга». Перед сезоном 2021/22 півзахисника було відправлено для набору ігрової практики в оренду в клуб Другої Бундесліги «Ліферінг», де футболіст і дебютував на професійному рівні.
Разом з цим Зульцбахер грав у Юнацькій лізі УЄФА за молодіжну команду «Зальцбурга», де був капітаном. 6 квітня 2025 року у матчі чемпіонату Австрії проти «Лінца» Зульцбахер дебютував в першій команді «Зальцбурга».

### Збірна
У 2025 році Валентин Зульцбахер почав свої виступи в складі молодіжної збірної Австрії.